# أحمد عزت آل قاسم
أحمد عزت آل قاسم (1286 - 1361 هـ / 1869 - 1942 م) هو أديب شاعر ، من أهل الموصل.
هو أحمد عزت بن قاسم آغا بن عبد الله أفندي السِّعرْتي. ولد بالموصل في التاسع من حزيران عام 1869 م / 1286 هـ. كان جده الأكبر محمود باشا الوزير الأعظم عند السلطان مراد الثاني. أخذ عن علماء زمانه ومنهم رسول مسـتي أفندي ، كما درس علم الفلك والمنطق، وتأدب بالفارسية والتركية.
كان ينظم الشعر غير أنه لم يكن يدونها، فلم يبقى من شعره إلى القليل، جاء بعضها في كتاب «ديوان الموشحات الموصلية» للدليمي.